# Institut für Hygiene und Umweltmedizin
Das Institut für Hygiene und Umweltmedizin der Charité, ehemals Institut für Hygiene und Mikrobiologie der Freien Universität Berlin, ist ein wissenschaftliches Forschungs- und Lehrgebäude. Anders als in der Fachliteratur wird das Gebäude in der Presse üblicherweise als Hygieneinstitut bezeichnet. Seit dem Einzug des Instituts für Allergieforschung Anfang 2022 trägt es den Beinamen Paul-Ehrlich-Haus.

## Lage
Gemeinsam mit Klinikum Steglitz (Universitätsklinikum Benjamin Franklin) und der Forschungseinrichtung für experimentelle Medizin bildet es den zentralen Bereich des Campus Benjamin Franklin der Charité in Berlin-Lichterfelde. Die Lage des Hygieneinstituts befindet sich nördlich der Krahmerstraße, zwischen Hindenburgdamm und Teltowkanal. Das Grundstück des Instituts grenzt an das Naturschutzgebiet Schlosspark Lichterfelde.

## Baubeschreibung
Das Gebäude ist vielgliedrig und besitzt keine einheitliche Grundform. Die Baumassen sind gestaffelt und steigen vom Hindenburgdamm in mehreren Stufen an bis zum höchsten Gebäudeteil, einer fünfgeschossigen Zeile parallel zur Krahmerstraße. Die Grundrissfigur basiert auf einem Doppel-Y oder einem gestreckten X. Auditorium und Kurssaal wurden als eigene Gebäudeteile ausgebildet und sind der mittleren Zeile westlich vorgelagert. Den östlichen Abschuss bildet der breite Bauteil der Nährbodenküche. Eine Besonderheit ist die Erschließung über eine Rampe, die von der Krahmerstraße zu einer außenliegenden Verteilerebene führt. Alle Oberflächen sind in brettergeschaltem Sichtbeton ausgeführt. Die Struktur der schmalen Schalungsbretter ist an den Betonoberflächen abgezeichnet. Ein weiteres Merkmal des Gebäudes sind die von außen gut erkennbaren Versorgungsschächte, die wie Türme über die Dachkanten des Baus hinausragen.

## Nutzung
Das Gebäude wurde für Forschung und Lehre genutzt. Kurssaal und Auditorium dienten ausschließlich der Lehre. Der zentrale, verhältnismäßig linear ausgebildete Bauteil beherbergt Büros und Labore. Die Labore sind als Sicherheitsbereich ausgeführt, da hier unter anderem unerforschte Krankheitserreger untersucht wurden. Das Auditorium wird von Charité und Freier Universität unter anderem für öffentliche Veranstaltungen genutzt.
Seit Anfang 2022 ist im Gebäude die Verwaltung des Instituts für Allergieforschung der Charité untergebracht. In Diesem Zusammenhang wurde ihm zu Ehren des Entdeckers der Mastzelle, Paul Ehrlich, der Beiname Paul-Ehrlich-Haus verliehen.

## Planung und Bau
Die städtebauliche Planung begann bereits 1961, mit der Entscheidung, Bauten der Freien Universität außerhalb des Campus Dahlem zu errichten. Die Architekten Hermann Fehling und Daniel Gogel begannen 1966 mit der Gebäudeplanung. Fertigstellung des Baus war 1974. Jürgen Kümmel und Manfred Walz waren als Mitarbeiter des Büros Fehling+Gogel an diesem Projekt beschäftigt. Die Bestuhlung des Auditoriums wurde von Günter Ssymmank entworfen.

## Rezeption

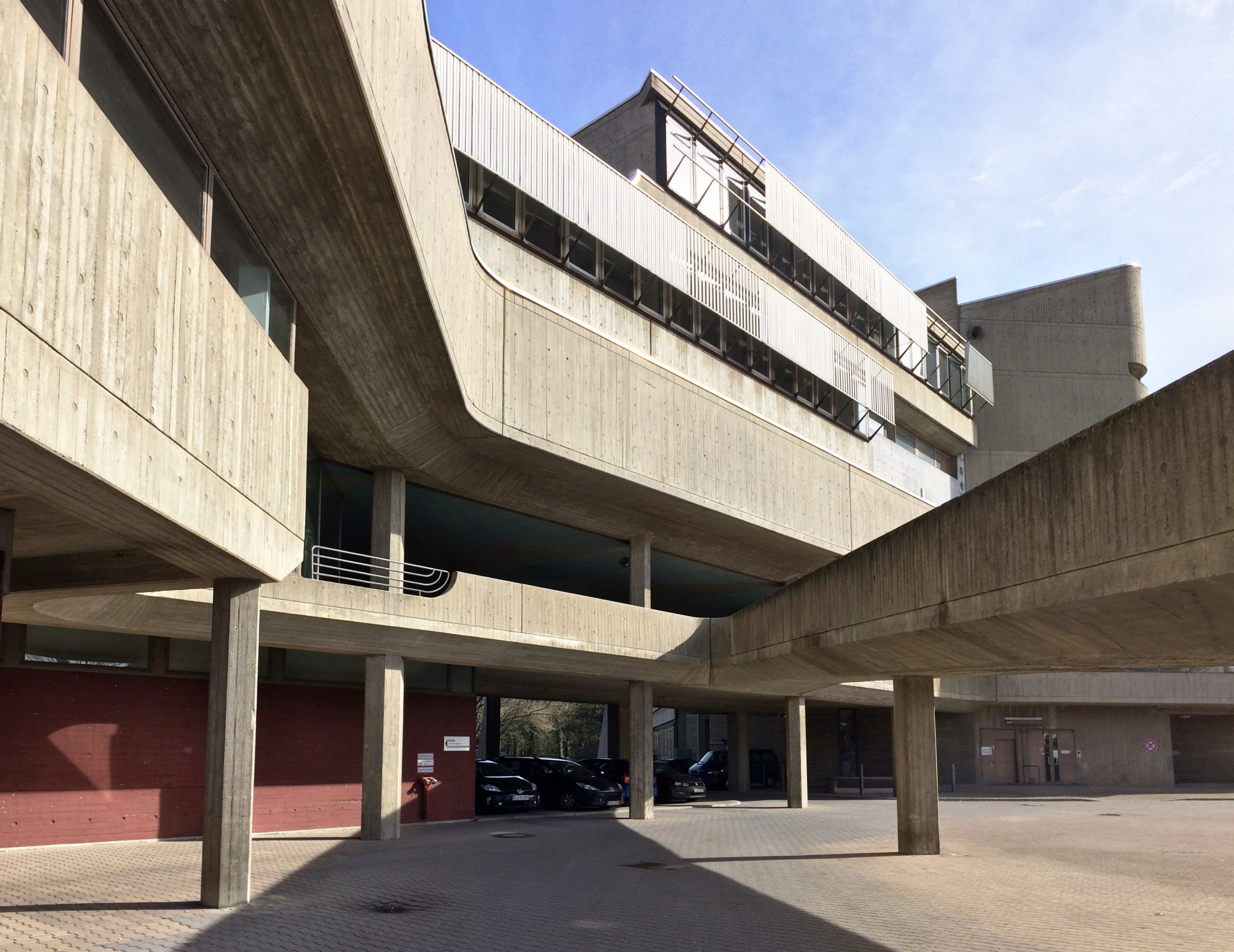
Detail des Eingangsbereichs (2017)

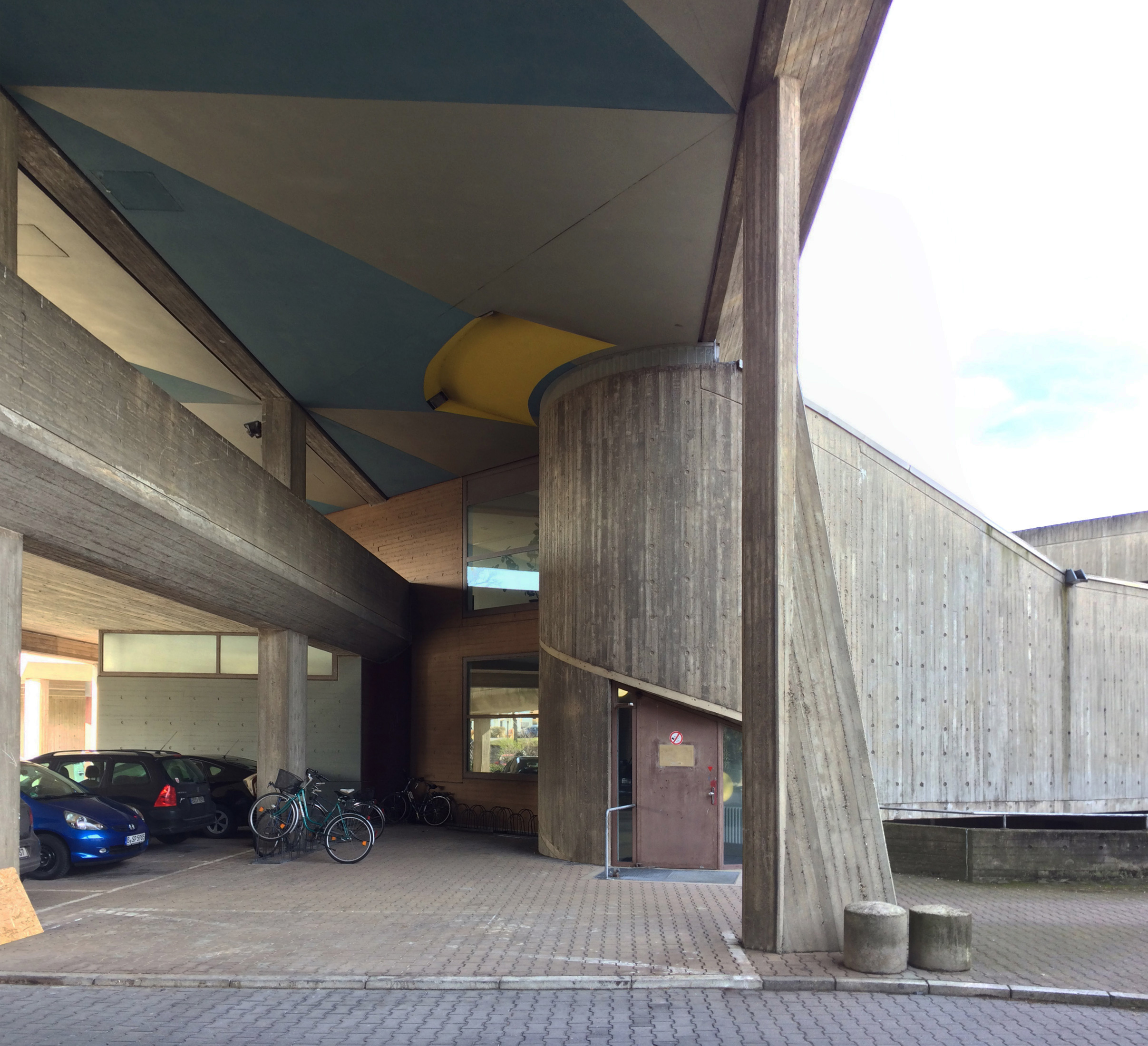
Detail (2017)

Das Hygieneinstitut gilt als gelungenes Beispiel für die Architektur der Nachkriegsmoderne. Im Werk von Fehling+Gogel nimmt es einen besonderen Platz ein, da es das aufwändigste Projekt der Architekten war. Im Rahmen der in den letzten Jahren gestiegenen Wertschätzung des Brutalismus seitens Architekturgeschichte, Denkmalpflege und Popkultur ist die Aufmerksamkeit für das Hygieneinstitut zusätzlich gewachsen. Zahlreiche Publikationen nennen das Hygieneinstitut als herausragendes Beispiel brutalistischer Architektur in Berlin. Eine weitere Bedeutung hat das Hygieneinstitut als Location für Foto, Film und Theater. Bei der Theateradaption von David Foster Wallaces Roman Unendlicher Spaß spielte das Hygieneinstitut eine hervorgehobene Rolle; es wurde für das Theaterstück von Regisseur Philippe Quesne zum David-Foster-Wallace-Center um-deklariert.

## Abrissdebatte und Denkmalschutz
Dem Bauamt Steglitz-Zehlendorf lag eine Beseitigungsanzeige für das Institut vor. Die Charité plante, einen neuen Forschungscampus zu errichten und dafür die benachbarte Forschungseinrichtung für experimentelle Medizin („Mäusebunker“) abzureißen. In einer Pressemitteilung ließ die Charité Pläne verlauten, vom Abriss des Hygieneinstituts abzusehen und das Gebäude in die Neuplanung des Forschungscampus miteinzubeziehen. Allerdings würde dafür eine Kernsanierung notwendig sein.
Sowohl das Berliner Landesdenkmalamt als auch der Denkmalrat der Stadt äußerten sich dahingehend, dass das Gebäude die Kriterien eines Baudenkmals erfüllen würde. Eine Petition, die Denkmalschutz für das Gebäude und die benachbarte Forschungseinrichtung für experimentelle Medizin fordert, fand innerhalb von vier Wochen mehr als 4000 Unterstützer. Am 20. Januar 2021 gab das Landesdenkmalamt bekannt, dass das Institut unter Denkmalschutz gestellt wurde. In der Pressemitteilung hieß es „Die außen und innen sehr gut erhaltene Gesamtanlage ist denkmalwert aus künstlerischen, historischen und städtebaulichen Gründen.“